# نجوع برديس
قرية نجوع برديس هي إحدى القرى التابعة لمركز البلينا بمحافظة سوهاج في جمهورية مصر العربية. حسب إحصاءات سنة 2006، بلغ إجمالي السكان في نجوع برديس 23225 نسمة، منهم 10926 رجل و12299 امرأة.